# Malacothrix typica
Malacothrix typica là một loài động vật có vú trong họ Nesomyidae, bộ Gặm nhấm. Loài này được A. Smith mô tả năm 1834.